# Cristina Abrahamsdotter
Cristina Abrahamsdotter (1432 – 1492) foi uma mulher finlandesa que foi a terceira esposa do rei Carlos VIII e Rainha Consorte da Suécia por algum tempo em 1470. Ela foi por vários anos amante legítima do rei antes de se casar oficialmente com Carlos.